# Krokos (Stratege)
Krokos (altgriechisch Κρόκος Krókos) war im 2. Jahrhundert v. Chr. Statthalter auf Zypern und Flottenkommandant der hellenistischen Ptolemäerdynastie in Ägypten.
Krokos ist auf drei Inschriften, die zwischen die Jahre 131 und 124 v. Chr. datiert werden, als Statthalter (strategos) Zyperns und Flottenbefehlshaber (nauarchos) überliefert. Er amtierte somit als Nachfolger des Seleukos, Sohn des Bithys. In seine Amtszeit fiel der Bürgerkrieg zwischen Kleopatra II. und Ptolemaios VIII., der auf Zypern seine zeitweilige Machtbasis hatte. Auf einer Inschrift ist seinem Statthaltertitel der Zusatz autokrator beigegeben, was ihn als Inhaber umfassender Herrscherbefugnisse ausweist, vergleichbar denen eines Vizekönigs. Offenbar hatte Ptolemaios VIII. ihm diese Befugnisse eingeräumt, um sich selbst auf die Kriegsführung konzentrieren zu können.
Nach dem Ende des Bürgerkriegs ist Krokos ein weiteres Mal inschriftlich bezeugt, nun aber nicht mehr im Statthalteramt, sondern als vertrauter Gefolgsmann (hypermachos) des Königs, dem er wohl nach Alexandria gefolgt war. Sein Amtsnachfolger auf Zypern war Theodoros, der Sohn seines Vorgängers.